# Hemisturmia carcelioides
Hemisturmia carcelioides är en tvåvingeart som beskrevs av Townsend 1927. Hemisturmia carcelioides ingår i släktet Hemisturmia och familjen parasitflugor. Inga underarter finns listade i Catalogue of Life.